# ناحیه گرانت، شهرستان میسون، میشیگان
ناحیه گرانت (به انگلیسی: Grant Township) یک منطقهٔ مسکونی در ایالات متحده آمریکا است که در شهرستان ماسون، میشیگان واقع شده‌است.
 ناحیه گرانت  ۹۰۹ نفر جمعیت دارد و ۲۰۲ متر بالاتر از سطح دریا واقع شده‌است.